# Emin Paixà

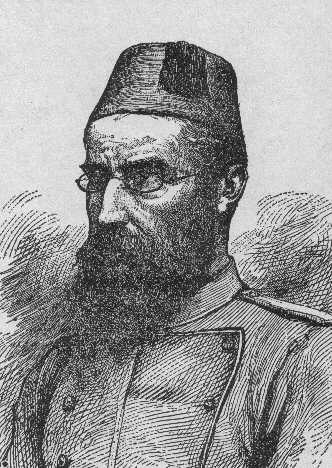
Eduard Schnitzer Emin Pasha

Emin Paixà (Oppeln, Silèsia prussiana, 8 de març de 1840 - 23 d'octubre de 1892), nascut Isaak Eduard Schnitzer i batejat vers el 1847 com Eduard Carl Oscar Theodor Schnitzer, fou un metge alemany al servei de l'Imperi Otomà i d'Egipte, i governador d'Equatòria al Nil Superior; encara que no fou nomenat paixà fins al 1886 és conegut universalment com a Mehmed Emin Paixà o simplement Emin Paixà.
Va obtenir el títol de metge el 1864 però quan poc després fou desqualificat va marxar a Constantinoble i va entrar al servei de l'Imperi Otomà. Va aprendre turc i va ser metge militar a Albània on va aprendre grec i albanès (1865). Va agafar el nom de Khayr Allah però no se sap si es va fer musulmà.
El 1875 va anar a Egipte i el 1876 a Khartum i fins a Lado (maig) on el governador de la regió, Gordon el va nomenar metge militar. El juny de 1878 Gordon va esdevenir governador general del Sudan i el va nomenar governador d'Equatòria o Província Equatorial (Mudiriyyat Khatt al-istiwa). Va continuar la pacificació de la província i l'explotació dels recursos principalment el vori. Va fer també importants treball d'història natural i va portar l'orde a l'administració en només tres anys.
L'abril de 1883 les comunicacions amb Khartum van quedar tallades pels mahdistes i un cos expedicionari egipci de socors fou derrotat a Shaykan el 5 de novembre de 1883 i els mahdistes van ocupar la regió de Bahr al-Ghazal; el març de 1884 el governador mahdista de Bahr al-Ghazal, Kamran Allah Kurkasawi, el va convidar a rendir-se i per guanyar temps va enviar una delegació al governador i va traslladar el seu quarter general a Wadelai (abril de 1885) però mentre les forces mahdistes van sortir de la província i va restar tranquil durant dos anys. En aquest temps la seva situació fou coneguda a Europa i es va organitzar una expedició privada de socors que va dirigir l'americà Henry Morton Stanley, al servei del rei Leopold II de Bèlgica, i que va tenir el suport del govern egipci. El 28 de maig de 1886 el primer ministre egipci Nubar Pasha va enviar comunicació a Emin que Egipte havia abandonat el Sudan i es podia retirar cap a Zanzíbar, comunicació que va rebre el març del 1886.
Stanley i Emin es van trobar prop del llac Albert el 29 d'abril de 1888. Emin no volia deixar el càrrec i Stanley li va proposar administrar Lado per compte de l'Estat Lliure del Congo, o establir una posició a la zona del llac Victòria al servei de la Companyia Imperial Britànica de l'Àfrica Oriental, propostes que Emin va rebutjar. Quan Stanley se'n va anar, les tropes d'Emin es van amotinar i el van retenir a Dufile. L'11 de juny de 1888 una columna mahdista dirigida per Umar Salih va sortir d'Omdurman i va arribar a Lado l'11 d'octubre i va convidar a Emin a rendir-se; els amotinats van resistir als mahdistes i van alliberar a Emin el 16 de novembre. Es va retirar cap al llac Albert on el gener de 1889 es va reunir amb Stanley, i junts van sortir cap a la costa.
Emin va arribar a Bagamoyo i va entrar al servei de la Companyia Alemanya de l'Àfrica Oriental (1890) i va dirigir, junt amb el doctor Franz Stuhlmann una expedició a Tanganyika; d'allí va retornar a la seva província però molts dels seus homes havien mort de malalties i mancat de recursos va intentar arribar al riu Congo i pel camí fou assassinat per un cap tribal (1892)